# Gemeinsame Ermittlungsgruppe Zigaretten
Die Gemeinsame Ermittlungsgruppe Zigaretten (GEZig), auch Gemeinsame Ermittlungsgruppe Zigarettenhandel genannt, mit Sitz in Berlin besteht aus Ermittlungsbeamten des Zollfahndungsamtes Berlin-Brandenburg und des Landeskriminalamtes Berlin. An der am 6. September 1999 eingerichteten Ermittlungsgruppe waren zuvor auch das Landeskriminalamt Brandenburg (1999–2006) und die Bundespolizei (1999–2011) beteiligt.
Die Bekämpfung des organisierten illegalen Zigaretten- und Wasserpfeifentabakhandels in Berlin und dem näheren Umfeld, einschließlich der damit verbundenen Bandenkriminalität, ist das Ziel der GEZig. Durch die gemeinsame Ermittlungstätigkeit von Zollfahndungs- und Polizeibeamten sollen die unterschiedlichen Befugnisse und Ressourcen zu einer effektiven Bekämpfung der Tabakwarenkriminalität gebündelt werden.
Bei der Gründung waren bei der GEZig 33 Personen beschäftigt, davon 24 Polizisten und 9 Mitarbeiter des Zollfahndungsamtes. 2015 wurde der Personalbestand auf 28 Beschäftigte (13 Beamten der Polizei Berlin und 15 Zollmitarbeiter) festgelegt.
Die Arbeit der GEZig hat von der Gründung bis 2009 zu 953 Ermittlungsverfahren geführt. Daraus ergaben sich 446 Haftbefehle, der Großteil der Verurteilungen führte zu Haftstrafen von zwei bis zwölf Jahren. Die Ermittlungsgruppe konnte in ihren ersten zehn Jahren 70 Millionen Zigaretten sicherstellen, was einem verhinderten Steuerschaden von rund 12,5 Millionen Euro entsprach.